# Mbale
Mbale er en by i den sydøstlige del af Uganda, med et indbyggertal (pr. 2005) på cirka 76.000. Byen er hovedstad i et distrikt af samme navn, og ligger ved foden af vulkanen Mount Elgon.